# DJ Antoine
Антуан Конрад (нем. Antoine Konrad; род. 23 июня 1975, Зиссах, Базель-Ланд, Швейцария), известный под сценическим псевдонимом DJ Antoine — швейцарский диджей. Он имеет большой успех на родине: с 2000 года его релизы регулярно входили в первую десятку хит-парада Швейцарии, а четыре из них занимали первое место.

## Биография
Его карьера началась в 1995 году, когда он открыл свой клуб под названием House Café в городе Базель.
Вместе со своими друзьями в 1995 году он открывает собственный магазин винила. Затем основывает фирму по оптовой продаже винила. Но в связи с общим сокращением спроса на пластиночном рынке в 2003 году Antoine вынужден закрыть своё предприятие вместе с тремя магазинами.
В 1998-м он выпускает свой первый альбом «DJ Antoine — The Pumpin' House Mix». В 2000 году альбом «Houseworks 1» выигрывает первую золотую награду.
Весной 2002 года Антуан организует совместный проект с одной из самых эксклюзивных парфюмерных компаний — Pacco Rabanne.
В 2006 году DJ Antoine выпускает альбом  «DJ Antoine — Live in Moscow» и сингл «This Time».
В 2008-м Антуан выпускает, позиционируемый им самим как социально-критический, альбом «DJ Antoine-Stop!». В песнях альбома он выступает против насилия среди несовершеннолетних, призывая к гражданскому мужеству и храбрости в отношении защиты детей.
Весной 2009 года этот альбом получает награду «Best National Dance Album».
В 2010 году его альбом «DJ Antoine — 2010» получает награду платиновой пластинки.
Небольшим событием в карьере DJ Antoine является совместная работа с российским певцом, одним из участников Фабрики звезд -Тимати и Kalenna Harper (Dirty Money) над синглом «Welcome to St. Tropez», который был выпущен в Германии и Австрии танцевальным лейблом «Kontor Records».
Антуану принадлежит собственная студия звукозаписи, Booking- и Event-агентство, Global Production GmbH, которое он создал вместе со своим другом и коллегой Fabio Antoniali, известным под псевдонимом DJ Mad Mark. C 2014 года — член жюри немецкого кастинг-шоу Deutschland sucht den Superstar, транслируемого на канале RTL. В 2016 году последовал его новый альбом "Provocateur" ,показывающий огромную страсть DJ Antoine к музыке и необыкновенную способность демонстрировать новые музыкальные идеи и воплощать их в жизнь.

## Личная жизнь
DJ Antoine живёт со своим сыном Себастьяном в вилле в Швейцарии. Он описывает себя, как строгий католик. 

## Альбомы
- 2019 — DJ Antoine — Migrolino
- 2018 — DJ Antoine — The Time Is Now
- 2016 — DJ Antoine —  Provocateur
- 2014 — DJ Antoine — 2014 We Are The Party
- 2013 — DJ Antoine — 2013 SKY IS THE LIMIT
- 2011 — DJ Antoine — Welcome To DJ Antoine: Remixed
- 2011 — DJ Antoine — 2011: Remixed
- 2011 — DJ Antoine — Welcome To DJ Antoine
- 2011 — DJ Antoine — 2011
- 2010 — DJ Antoine — WOW
- 2010 — DJ Antoine — Remixed Album — 2010
- 2010 — DJ Antoine — 2010
- 2009 — DJ Antoine — 17900
- 2009 — DJ Antoine — Villa Houseworks
- 2009 — Club sounds Vol. 50
- 2009 — DJ Antoine — SUPERHERO?
- 2009 — Houseworks Megahits 3
- 2008 — Live in Bangkok
- 2008 — DJ Antoine — 2008
- 2008 — DJ Antoine — STOP! (Релиз состоялся в мае 2008 года. Лучший из треков альбома добрался до 4 позиции швейцарского чарта и продержался там в течение 5 недель.)
- 2007 — Vive La Révolution?
- 2007 — Mainstation 2007
- 2007 — Jealousy (Nach 4 Tagen Gold)
- 2006 — Live in Moscow
- 2006 — Mainstation 2006
- 2006 — Live in St. Tropez
- 2006 — Houseworks 6 — Makes Me Cum
- 2005 — Live In Dubai
- 2005 — Mainstation 2005
- 2005 — The Black Album (Релиз состоялся в апреле 2005 года. Лучший из треков альбома добрался до 11 позиции швейцарского чарта и продержался там в течение 11 недель.)
- 2004 — Houseworks 5 — Skrew U, I’m a V.I.P.
- 2004 — Mainstation 2004
- 2004—100 % DJ Antoin (Релиз состоялся в апреле 2004 года. Лучший из треков альбома добрался до 6 позиции швейцарского чарта и продержался там в течение 13 недель.)
- 2003 — Houseworks 4 — Winter Anthems
- 2003 — Live @ CSD
- 2003 — Mainstation 2003
- 2003 — Summer Anthems (Релиз состоялся в апреле 2003 года. Лучший из треков альбома добрался до 5 позиции швейцарского чарта и продержался там в течение 12 недель.)
- 2002 — Houseworks Presents Ultraviolet (Релиз состоялся в ноябре 2002 года. Лучший из треков альбома добрался до 6 позиции швейцарского чарта и продержался там в течение 13 недель.)
- 2002 — DJ Antoine @ Mainstation 2002
- 2002 — DJ Antoine @ Lakeparade 2002
- 2002 — DJ Antoine (Релиз состоялся в феврале 2002 года. Лучший из треков альбома добрался до 4 позиции швейцарского чарта и продержался там в течение 18 недель.)
- 2001 — @Mainstation 2
- 2001 — Lake Parade 2001
- 2001 — Houseworks 2
- 2001 — Clubstar Presents Houseworks 2
- 2000 — Rave Park
- 2000 — @Mainstation 1 (Релиз состоялся в июле 2000 года. Лучший из треков альбома добрался до 10 позиции швейцарского чарта и продержался там в течение недели.)
- 2000 — Houseworks 01 (Релиз состоялся в феврале 2000 года. Лучший из треков альбома добрался до 19 позиции швейцарского чарта и продержался там в течение 18 недель.)
- 1999 — Partysan 4
- 1998 — Partysan Live On The Boat
- 1998 — The Pumping' House Mix 1

## Синглы

### 2016
- 2017 — La Vie en Rose (DJ Antoine vs Mad Mark)
- 2016 — London (feat. Timati)
- 2016 — Thank You (feat. Eric Lumiere)
- 2015 — Holiday (feat. Akon)
- 2015 — Woke Up Like This (feat. Storm)
- 2014 — Go With Your Heart (feat. Temara Melek)
- 2014 — Wild Side (feat. Jason Walker)
- 2014 — Light It Up
- 2014 — We Are The Party
- 2013 — Festival Killer
- 2013 — Bella Vita (DJ Antoine vs. Mad Mark)
- 2012 — Ma Chérie (DJ Antoine vs. Mad Mark 2k12) - Remixes (feat. The Beat Shakers)
- 2011 — Amanama (Money) (feat.Timati)
- 2011 — Sunlight (feat.Tom Dice)
- 2011 — Welcome to St. Tropez (vs. Timati feat. Kalenna)
- 2011 — This Time 2011
- 2011 — One Day One Night
- 2010 — Ma Cherie (feat. The Beat Shakers)
- 2009 — I Promised Myself
- 2009 — In My Dreams (Релиз состоялся в 28 мая 2009 года на сайте Dance-Tunes.com)
- 2008 — Work Your Pussy
- 2008 — Underneath
- 2007 — The Roof (Is On Fire)
- 2007 — This Time
- 2006 — Global Brothers vs. D-Luxe — Tell Me Why
- 2006 — Arabian Adventure
- 2005 — Take Me Away (DJ Antoine vs. Mad Mark)
- 2005 — All We Need (Релиз состоялся в апреле 2005 года. Лучший из треков альбома добрался до 40 позиции швейцарского чарта и продержался там в течение 9 недель.)
- 2004 — Back & Forth
- 2003 — You Make Me Feel
- 2002 — Las Vegas Gamblers — Beautiful Night
- 2002 — Take It Or Leave It (DJ Antoine ft.Eve Gallagher) (Релиз состоялся в феврале 2002 года. Лучший из треков альбома добрался до 70 позиции швейцарского чарта и продержался там в течение 5 недель.)
- 2001 — Discosensation (DJ Antoine vs. Mad Mark) (Релиз состоялся в феврале 2001 года. Лучший из треков альбома добрался до 70 позиции швейцарского чарта и продержался там в течение 3 недель.)
- 2000 — Pizza Boys — La Chitara
- 1999 — Do It
- 1997 — Sound Of My Life

## Ремиксы
- 2015 —  Nek – Laura Non C'è (Dj Antoine Vs Mad Mark Remix)
- 2014 — Timati feat. FloRida — I Don't Mind
- 2011 — Timati feat. Kalenna Harper from Diddy – Dirty Money — Welcome to St. Tropez
- 2010 — DJ Smash — Птица
- 2008 — Robin S, Steve Angello & Laidback Luke — Show me Love (Similar to the real version but with added samples)
- 2008 — DJ Smash — Волна
- 2007 — Baschi — Wenn das Gott wüsst
- 2006 — Mischa Daniëls — Take Me Higher
- 2005 — Roger Sanchez — Turn On The Music
- 2005 — ATB - Believe In Me
- 2005 — Major Boys — Sunshine On My Mind
- 2004 — America — Wake Up
- 2003 — Mambana — Libre
- 2002 — Robin S — Show Me Love
- 2002 — Mary J. Blige — Dance For Me
- 2001 — The Disco Boys — Born to Be Alive
- 2001 — Nu Hope — I’ll Be Back
- 2000 — Dominica — Gotta Let You Go
- 2000 — Groove Junkies — Music Is Life
- 2000 — TDN — Shame
- 1999 — Joey Negro — Must Be The Music
- 1998 — DJ Tatana — Summerstorm